# Populous (arquitectos)
Populous, anteriormente conocida como HOK Sport Venue Event o simplemente HOK Sport, es un estudio de arquitectos que se especializa en el diseño de instalaciones deportivas y centros de convenciones, además de dedicarse a la organización de eventos especiales importantes.
Entre sus proyectos más importantes se encuentran destacadas instalaciones tales como el Estadio de Londres, el nuevo Estadio de Wembley, el Emirates Stadium del Arsenal y el recinto cubierto The O2 Arena en Londres, además del Yankee Stadium —nuevo estadio de los New York Yankees de Nueva York—; el Estádio da Luz en Lisboa; el Estadio BBVA en Monterrey; el Audi Field en Washington D. C. y el Stadium Australia en Sídney. También estuvieron a cargo de la renovación del Estadio Soccer City en Johannesburgo para la Copa Mundial de Fútbol de 2010.
Anteriormente Populous operaba bajo el nombre HOK Sport Venue Event, como subisidiaria del Grupo HOK, la firma de arquitectura-ingeniería más grande de los Estados Unidos. En enero de 2009, Populous fue creado tras la compra total de HOK Sport Venue Events por parte de la administración de la firma, separándose completamente del Grupo HOK. Hoy en día es una de las firmas de arquitectura más grandes del mundo.

## Historia
HOK creó un grupo de deportes en 1983 bajo la dirección de Jerry Sincoff con el nombre de Sports Facilities Group (luego cambiaría el nombre por HOK Sport Venue Event). En un principio la firma contaba con ocho arquitectos en Kansas City, pero para 1996 ya empleaba a 185 personas.

En varios proyectos, HOK Sport trabajó con el grupo de diseño internacional LOBB Partnership, el cual tenía oficinas en Londres y Brisbane. En el 15.º aniversario de HOK Sport, la firma se fusionó con LOBB. Tras la unión, la firma mantuvo abiertas las oficinas en las tres ciudades, al igual que retuvo el nombre original de HOK Sport.
La oficina de Kansas City estuvo inicialmente ubicada en el edificio Lucas Place en el Garment District de la ciudad.
En 2005 HOK Sport se trasladó un edificio propio diseñado por ellos en el barrio de River Market. Este edificio fue construido en una zona de la ciudad que pertenecía a un proyecto de renovación urbana de la alcaldía. HOK fue la primera empresa en mudarse al barrio en varias décadas.
En agosto de 2008, los directores de HOK Sport llegaron a un acuerdo financiero para comprar en su totalidad la firma de su compañía madre, el Grupo HOK (propietaria del 100% desde el año 2000). El 31 de marzo de 2009, se anunció oficialmente que el estudio cambiaría su nombre a Populous, completando así su separación total de HOK. El director de la firma, Joe Spear, indicó que el enfoque peculiar de Populous continuaría siendo el de "diseñar contenedores de emoción para la energía colectiva de las masas apasionadas".
La compañía es una de varias empresas de diseño deportivo con sede en Kansas City que comenzaron con Kivett & Myers, la diseñadora del Truman Sports Complex, el primer estadio  monopropósito moderno de gran tamaño (anteriormente, los estadios eran diseñados para albergar una amplia variedad de eventos deportivos). Entre otras firmas de diseño deportivo con sede en Kansas City que tienen sus orígenes en Kivett & Myers se encuentran Ellerbe Becket Inc. y HNTB Corp.

## Obras destacadas

### Estadios multiusos
- Millenium Stadium (Cardiff, Reino Unido)
- Aviva Stadium  (Dublín, Irlanda)
- ANZ Stadium (Sídney, Australia)
- Forsyth Barr Stadium (Dunedin, Nueva Zelanda)
- Westpac Stadium (Auckland, Nueva Zelanda)
- Estadio de Wembley (Londres, Reino Unido)
- Centro Deportivo Olímpico de Nankín (Nankín, China)
- Estadio Olímpico de Londres (Londres, Reino Unido)
- Tottenham Hotspur Stadium (Londres, Reino Unido)

### Estadios de fútbol
- Estadio Macron (Bolton, Reino Unido)
- Dick's Sporting Goods Park (Commer City, Colorado, Estados Unidos)
- Estadio Akron (Guadalajara, México)
- Estadio BBVA (Monterrey, Nuevo León, México)
- Children's Mercy Park (Kansas City, Kansas, Estados Unidos)
- BBVA Compass Stadium (Houston, Texas, Estados Unidos)
- Grand Stade OL  (Lyon, Francia)
- Estadio Algarve (Faro, Portugal)
- Estadio da Luz (Lisboa, Portugal)
- Arena das Dunas (Natal, Brasil)
- Audi Field (Washington D. C., Estados Unidos)

### Estadios de fútbol americano
- Sun Life Stadium (Miami, Florida, Estados Unidos)
- Raymond James Stadium (Tampa, Florida, Estados Unidos)
- FedEx Field (Landover, Maryland, Estados Unidos)
- M&T Bank Stadium (Baltimore, Maryland, Estados Unidos)
- LP Field (Nashville, Tennessee, Estados Unidos)
- Reliant Stadium (Houston, Texas, Estados Unidos)
- Gillette Stadium (Foxboro, Massachusetts, Estados Unidos)

### Estadios de béisbol
- Marlins Park (Miami, Florida, Estados Unidos)
- Yankee Stadium (Nueva York, Nueva York, Estados Unidos)

### Estadios de rugby
- Suncorp Stadium (Brisbane, Australia)
- Robina Stadium (Brisbane, Australia)

### Coliseos
- Phillips Arena (Atlanta, Georgia, Estados Unidos)
- Air Canada Centre (Toronto, Canadá)
- Prudential Center (Newark, Nueva Jersey, Estados Unidos)
- O2 Arena (Londres, Reino Unido)

### Centros de convenciones
- Phoenix Convention Center (Phoenix, Arizona, Estados Unidos)
- Preoria Civic Center (Preoria, Sudáfrica)
- Iowa Events Center (Des Moines, Iowa, Estados Unidos)
- Grand River Event Center (Dubuque, Iowa, Estados Unidos)